# Aeromonas hydrophila
Aeromonas hydrophila é uma bactéria heterotrófica, gram-negativa, encontrada principalmente em climas quentes. Pode também ser encontrada em águas marinhas, doces, marinhas, estuarinas, clorinadas ou não-clorinadas. Pode sobreviver em ambientes aeróbicos ou anaeróbicos. Tem a capacidade de digerir materiais como gelatina e hemoglobina. Foi isolada a partir de humanos e de outros animais, por volta da década de 1950. Esta é a espécie mais conhecida do género Aeromonas. É uma espécie muito resistente, difícil de eliminar, sendo resistente ao cloro e a refrigeração ou temperaturas baixas. É conhecida por causar fasciite necrosante em animais.